# Holzheim (België)
Holzheim is een plaats in de deelgemeente Manderfeld en ligt in de Belgische provincie Luik.

## Bezienswaardigheden
- Romeinse aarden wal (Römerwall), aan de weg van Holzheim naar Honsfeld, in 1998 geklasseerd als monument.
- Sint-Corneliuskapel

## Nabijgelegen kernen
Honsfeld, Medendorf, Manderfeld
Deelgemeenten: Büllingen · Manderfeld · Rocherath

Overige kernen: Afst · Allmuthen · Andler Mühle · Berterath · Buchholz · Eimerscheid · Hasenvenn · Hergersberg · Holzheim · Honsfeld · Hüllscheid · Hünningen · Igelmonder Hof · Igelmondermühle · Kehr · Krewinkel · Krinkelt · Lanzerath · Losheimergraben · Medendorf · Merlscheid · Mürringen · Weckerath · Wirtzfeld

Belgische gemeenten · Duitstalige Gemeenschap · Arrondissement Verviers · Luik · Wallonië